# 斡耳都灭里

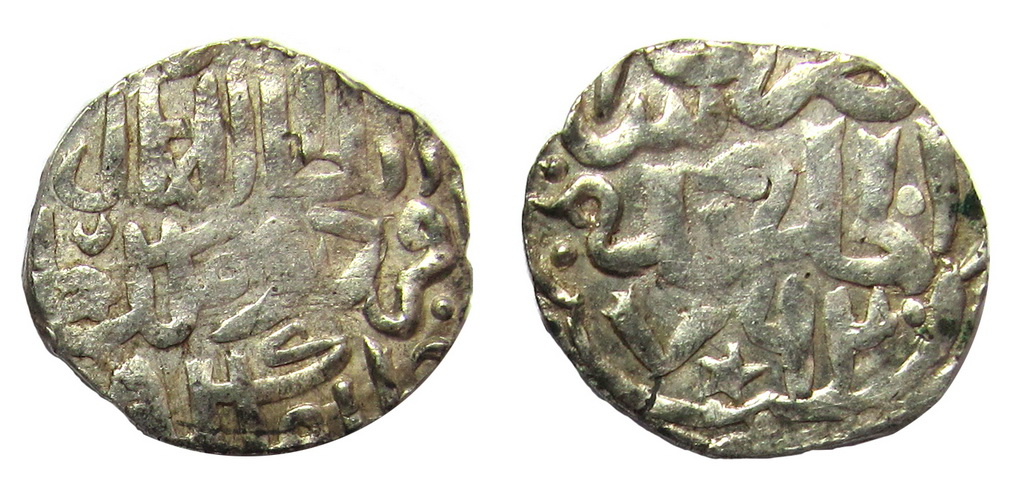
斡耳都灭里的钱币

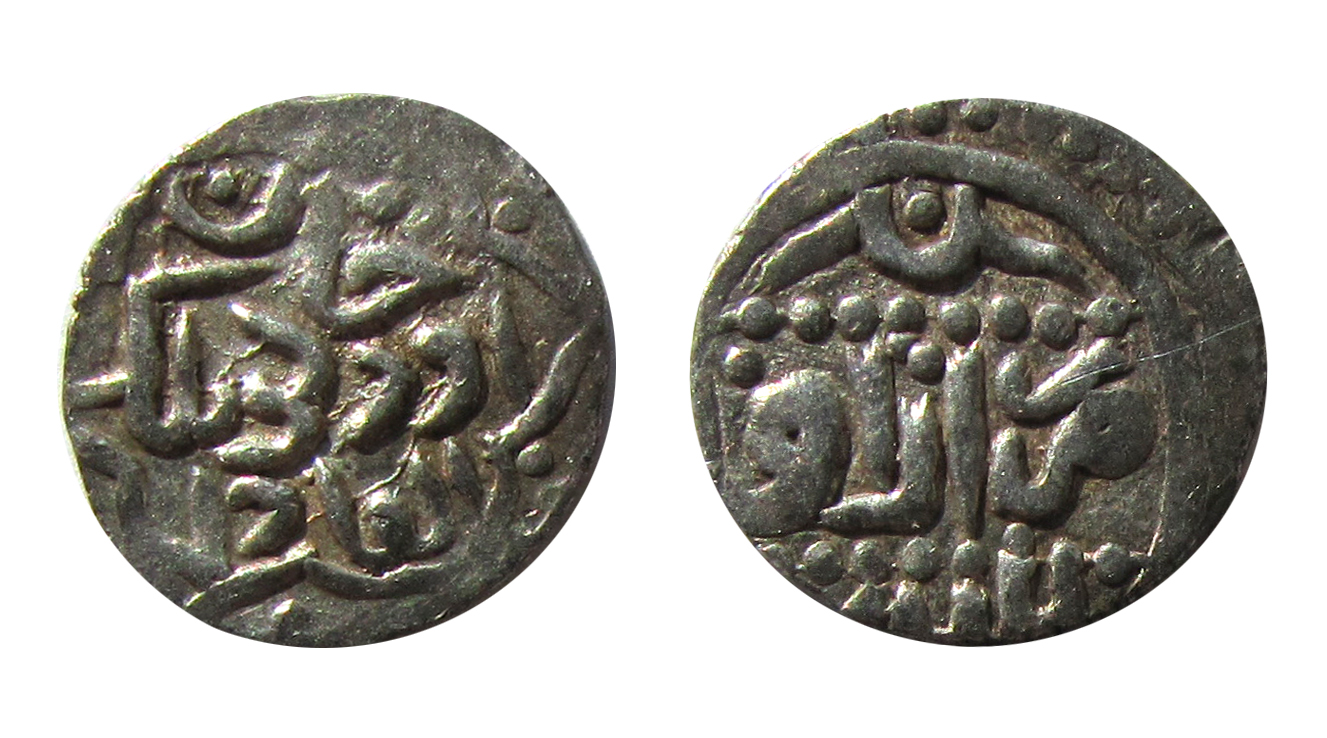
斡耳都灭里的钱币

斡耳都灭里，又作兀都·灭里·沙，钦察汗国（金帐汗国）第十七任可汗，白帐汗国秃花帖木儿（术赤第十三子）的后代。
1359年—1360年，金帐汗国札尼别（术赤次子拔都的五世孙）的儿子别儿迪别、纳兀鲁斯、忽里纳争夺钦察汗国汗位。1361年，白帐汗国斡兒答（术赤长子）的后代乞迪兒从东方带兵到伏尔加国，杀死纳兀鲁斯，之后又被儿子帖木儿火者杀死。9月，秃花帖木儿系统的斡耳都灭里乘机登上汗位，铸有钱币。别儿迪别的女婿马麦推翻帖木儿火者。10月，札尼别另一个儿子乞里迪别推翻斡耳都灭里，夺得汗位。
| 前任： 帖木儿火者 | 金帐汗国君主 1361年 | 繼任： 乞里迪别 |